# Prinia sylvatica
Prinia sylvatica là một loài chim trong họ Cisticolidae.